# لئون خودولیان
لئون ماردونی خودولیان (ارمنی: Լեւոն Մարտունի Դոխոլյան؛ زادهٔ ۱۵ مارس ۱۹۷۸) یک سیاستمدار اهل ارمنستان است که از تاریخ ۲۰۱۲ تا تاریخ ۲۰۱۷ سمت نمایندگی دوره پنجم مجلس ملی جمهوری ارمنستان را برعهده داشت.

## زندگی‌نامه
در  ۱۵ مارس ۱۹۷۸ در ایروان به دنیا آمد .